# Tirzepatyd
Tirzepatyd (nazwa handlowa: Mounjaro) – organiczny związek chemiczny z grupy analogów peptydów, stosowany w leczeniu cukrzycy typu 2. Został opracowany przez przedsiębiorstwo Eli Lilly and Company, a zatwierdzony do użytku w USA w maju 2022 r. Jest podawany w formie zastrzyków podskórnych. Jest to pierwszy lek będący jednocześnie agonistą receptora GLP-1, jak i GIP.
Producent szacował, że szczytowe przychody z leku mogą sięgnąć 5 miliardów USD. Nad podobnym lekiem, o nazwie Ozempic, prace prowadziła firma Novo Nordisk.

## Działanie
Tirzepatyd jest lekiem podwójnie celowanym: aktywuje zarówno receptory GLP-1, jak i GIP, będące hormonami regulującymi poziom cukru we krwi.
Lek znacząco wydłuża czas, w którym stężenie glukozy we krwi mieści się w bezpiecznym zakresie 70–140 mg/dl (TITR, z ang. time in tight range). W 52-tygodniowym badaniu, przy podawaniu raz w tygodniu, TITR u pacjentów wzrósł średnio o 50 punktów procentowych, z 23% do 73% (u przyjmujących codziennie insulinę degludec odnotowano średni wzrost o 27 p.p., z 22% do 48%). U niektórych badanych zmiany były jeszcze wyraźniejsze (z 5% do 95%, a nawet z 1% do 98%).
Wprowadzenie tirzepatydu uważane jest za istotny postęp w leczeniu cukrzycy typu 2”.

## Niealkoholowe stłuszczenie wątroby
W badaniu klinicznym SURPASS-3 lek wykazał silne działanie redukujące tłuszcz wątrobowy, nawet przy przyjmowaniu najmniejszej dawki. U niektórych pacjentów w trakcie rocznej obserwacji powodował zmniejszenie zawartości tłuszczu w wątrobie z 27% do 3%.

## Redukcja masy ciała
Podczas badań klinicznych leku obserwowano również istotną redukcję masy ciała (średnie BMI uczestników badań wynosiło 32–34). Przyjmowanie maksymalnej dawki powodowało, na koniec 72-tygodniowego badania, zmniejszenie masy ciała średnio o 6,8 kg więcej niż w porównaniu do grupy placebo; przy przyjmowaniu wraz z insuliną, o ponad 10 kg więcej; o ponad 5 kg więcej w porównaniu do grupy przyjmującej semaglutyd; o ponad 12 kg więcej w porównaniu do grup przyjmujące analogi insuliny.
Tirzepatyd jest oceniany jako potencjalnie najbardziej skuteczny lek w terapii otyłości.

## Podawanie i dawkowanie
Lek ma formę zastrzyków podskórnych, podawanych raz w tygodniu w dawce 2,5–15 mg, w postaci automatycznych penów. Iniekcje wykonuje się w udo, górną część ramienia bądź w okolice brzucha.
Typowy schemat dawkowania rozpoczyna się od dawki 2,5 mg, podawanej raz w tygodniu przez 4 tygodnie. Następnie zwiększa się ilość podawanego tirzepatydu do 5 mg tygodniowo. Po upływie kolejnych 4 tygodni, w zależności od odpowiedzi pacjenta na leczenie można zwiększać dawkowanie w przyrostach o 2,5 mg, przy czym tygodniowa dawka maksymalna tego leku wynosi 15 mg.

## Działania niepożądane
Lek w próbach klinicznych powodował u około 5% pacjentów łagodne skutki uboczne: nudności, wymioty, biegunki, zmniejszenie apetytu, zatwardzenia, uczucie dyskomfortu w górnej jamie brzusznej, i bóle jamy brzusznej.
Lek powiązano z powstawaniem u szczurów nowotworów komórek C tarczycy. Nie wiadomo czy powoduje podobne działanie u ludzi, i z tego względu lek nie jest wskazany dla osób wcześniej chorujących, lub u których członkowie rodziny chorowali na raka rdzeniastego tarczycy lub na mnogą gruczolakowatość wewnętrzwydzielniczą typu 2.
Lek nie był badany u pacjentów wcześniej chorujących na zapalenie trzustki i nie jest zalecany pacjentom z cukrzycą typu 1.